# Manfred Wittelsberger
Manfred Wittelsberger (* 19. Februar 1963 in Limburg an der Lahn) ist ein deutscher Fernsehregisseur, Musikwissenschaftler und Orgelsachverständiger.

## Leben
Seit 1979 machte er eine Ausbildung zum nebenamtlichen Kirchenmusiker im Bistum Limburg und war von 1985 bis 1998 als Organist und Chorleiter in der Pfarrei „Christkönig“ in Westerburg im Westerwald tätig. Er absolvierte ein Studium der Musikwissenschaft, Publizistik und Allgemeinen und Vergleichenden Literaturwissenschaft an der Johannes-Gutenberg-Universität Mainz und promovierte 1993. Von 1994 bis 1998 war er Projektbetreuer Musik beim Kultursommer Rheinland-Pfalz einer Initiative des Landes Rheinland-Pfalz, von 1994 bis 1996 Kulturreferent der Stadt Bingen am Rhein am Rhein und von 1996 bis 1998 arbeitete er als Projektleiter im Rahmen der Vorbereitungen zum Jubiläumsjahr 900 Jahre Hildegard von Bingen. Seit 1995 ist Wittelsberger Orgelsachverständiger im Auftrag des Bistums Mainz. Parallel zu allen Tätigkeiten übt er seit 1987 freiberufliche Tätigkeiten für das ZDF, zunächst als Redaktions- und Regie-Assistent und ab 1995 als Regisseur für ZDF, 3sat, BR, MDR und SWR in den Bereichen Klassik, Jazz, Theater, Talk, Magazine, News, Gottesdienste, Kleinkunst und Kochen aus. Er veröffentlichte Publikationen im Bereich des Orgelbaus und Gottesdienst-Übertragungen im ZDF. Manfred Wittelsberger lebt in Mainz.

## Publikationen (Auswahl)
- Die Orgelbauerfamilien Engers und Schlaad in Waldlaubersheim bei Bingen, München, Musikverl. Katzbichler, 1994 ISBN 3-87397-513-0.[4]
- Artikel Eimsheim, Gau-Odernheim, Mainz-Gonsenheim (St. Johannes Evangelist), Ober-Olm, Ockenheim, Vendersheim, in: Achim Seip: Alte und neue Orgeln im Bistum Mainz (Neues Jahrbuch für das Bistum Mainz), Mainz 2003. ISBN 3-8053-2838-9.
- Orgelbau in Waldlaubersheim, Die Orgelbauerfamilien Engers und Schlaad / Die Johann Michael Stumm-Orgel (1742) in der Martinskirche in Waldlaubersheim (Kleine Waldlaubersheimer Schriftenreihe 3), 2005.
- Fasziniert von der Aufgabe das Unsichtbare zu zeigen, ZDF-Fernsehgottesdienste aus der Sicht des Regisseurs, in: Charlotte Magin/Helmut Schwier (Hrsg.): Kanzel, Kreuz und Kamera konkret (Beiträge zu Liturgie und Spiritualität), Leipzig 2008, S. 55–76. ISBN 978-3-374-02646-3.
- Kirchenorgeln in Mainz – eine Bestandsaufnahme. In: Alfred Reichling (Hrsg.): Acta Organologica. Bd. 31, Festschrift Friedrich Wilhelm Riedel zum 80. Geburtstag, Kassel 2009, ISBN 978-3-87537-323-3, S. 15–86.
- Die Orgeln von St. Stephan, in: Stefan Schmitz (Hrsg.): St. Stephan in Mainz – Krone der Stadt (Eine Gemeinde im Wandel), Mainz 2013, S. 90–99. ISBN 978-3-9813999-4-3.
- Klangliches Kleinod auf dem Land - Die Johann Ignaz Seuffert-Orgel in Alsheim/Rheinhessen, in: MUSICA SACRA 1/2019, Regensburg 2019, S. 40–42.
- Klingende Skulptur in himmlischem Blau - die Klais-Orgel in St. Stephan Mainz, in: MUSICA SACRA 3/2019, Regensburg 2019, S. 158/159.
- Die Nähe des Unsichtbaren spüren - Liturgie, Musik, Raum und Fernsehbilder im Dialog, in: MUSICA SACRA 6/2019, Regensburg 2019, S. 314–316.
- Doppelchörig - 125 Jahre Rochuskapelle und Schlimbach-Orgel in Bingen am Rhein, in: MUSICA SACRA 1/2021, Regensburg 2021, S. 36/37.
- Sir Simon Rattle conducts Carmina Burana, Silvesterkonzert der Berliner Philharmoniker 2004, DVD Video, EuroArts – 2053678
- Frauenkirche Dresden, Weihegottesdienst 30. Oktober 2005, DVD Video, POLAR Film, ISBN 3-937163-87-5.